# Frechinia
Frechinia és un gènere d'arnes de la família Crambidae.

## Taxonomia
- Frechinia criddlealis (Munroe, 1951)
- Frechinia helianthiales (Murtfeldt, 1897)
- Frechinia laetalis (Barnes & McDunnough, 1914)
- Frechinia lutosalis (Barnes & McDunnough, 1914)
- Frechinia texanalis Munroe, 1961

## Espècies antigues
- Frechinia murmuralis (Dyar, 1917)